# 다아시 경 시리즈
다아시 경 시리즈(Darcy 卿 ~)는 랜달 개릿이 쓴 대체 역사 추리 소설 시리즈이다. 영국과 프랑스, 북아메리카의 일부를 통합한 가상의 거대 국가 영불 제국(Anglo-French Empire)을 무대로 수사관 다아시 경의 활약을 그렸다. 셜록 홈즈풍의 본격 추리물을 기반으로, 영불 제국이라는 가상의 무대를 사실감 있게 그려내어 판타지 팬에게도, 마법을 과학적으로 해석하고 수사에 적극 활용한다는 점에서 SF팬에게도 많은 인기를 얻고 있다.

## 무대
- 이 이야기는 실제 역사와 다른 시대를 그리고 있다. 영국의 사자왕 리처드가 죽지 않고 아일랜드, 프랑스, 북아메리카 일부를 통합하여 영불 제국(Anglo-French Empire)을 세우게 된다.
- 이 작품에는 마법이 존재하지만 나름의 엄밀한 과학적 법칙 하에 실행된다. 그런 이유로 번역자 강수백은 마법이 아니라 마술이라는 표현이 적합하다고 말한다.
- 이 작품에서 사건이 벌어진 시간대는 작품이 실제로 발표된 때의 연도와 거의 일치한다. 하지만 마법이 발달한 대신 과학 문명은 실제 우리가 사는 시대보다는 뒤떨어져 있는데, 대신 마법을 이용한 문명이 발달된 일종의 스팀펑크 세계관을 그리고 있다.

## 인물
다아시 경 (Lord Darcy)
노르망디 대공의 주임 수사관. 큰 키에 갈색 머리, 잘생긴 얼굴을 가진 귀족 탐정.
숀 오 로클란 (Sean O'Lochlainn)
노르망디 대공의 주임 법정 마술사. 마스터급 마술사로, 아일랜드 출신이고 땅딸막한 몸집에 맥주를 좋아한다. 누군가에게 강의하는 걸 즐긴다.
존 4세
영불 제국 국왕. 이탈리아와 게르마니아를 포함한 신성 로마 제국의 황제이기도 하나, 이들 국가는 명목상 군림할 뿐 직접 통치하지는 않는다.
리처드 대공
노르망디 대공으로 존 4세의 동생.
제임스 르 렝
'셰르부르의 저주', '입스위치의 비밀'에 등장. 영불 제국 비밀 정보부 요원.
런던 후작
'마술사가 너무 많다'에 등장. 다아시의 사촌형으로 유명한 탐정 네로 울프를 패러디한 인물.
욜가 폴로프스키
'입스위치의 비밀'에 등장. 폴란드 제국의 첩자이자 비밀 경찰. 마술사이기도 하다. 뛰어난 미모를 지녔다고 한다.

## 같이 보기
- 잉글랜드의 리처드 1세
- 잉글랜드 왕국
- 대체 역사
- 스팀펑크
- 그리폰 북스